# Psychosocial
Psychosocial – singel zespołu Slipknot wydany 1 lipca 2008 roku.

## Lista utworów
1. Psychosocial (Radio Edit) – 4:33
2. Psychosocial (Album Version) – 5:00